# High-Rise (Roman)
High-Rise ist der Titel eines 1975 erschienenen Romans des britischen Schriftstellers James Graham Ballard. Im Mittelpunkt der Erzählung stehen die wohlhabenden Bewohner eines modernistischen Hochhauses, deren nachbarschaftliche Streitigkeiten bis zur totalen Anarchie hin eskalieren. Bemerkenswert ist, dass die britische Originalausgabe des Romans ein Hochhaus des Architekten Hans Schwippert zeigt, das im Berliner Hansaviertel steht.
In deutscher Übersetzung ist das Buch 1982 unter dem Titel Der Block erschienen, 1992 in einer neuen Übersetzung unter dem Titel Hochhaus und 2016 als High-Rise.

## Inhalt
Das Hochhaus, in dem sich die gesamte Handlung des Romans abspielt, bietet seinen etwa 2000 Bewohnern alle Annehmlichkeiten des modernen Lebens, wie Schwimmbäder, eigene Schulen, einen Supermarkt und Hochgeschwindigkeitsaufzüge. Gleichzeitig scheint das Gebäude jedoch auch so konstruiert zu sein, dass es die Bewohner von der Außenwelt abschneidet, da ein Verlassen des Hochhauses eigentlich nicht mehr nötig ist. Dies trägt zur Herausbildung einer abgeschlossenen Gemeinschaft bei.
Schon kurz nachdem die letzten Wohnungen des neu gebauten Hauses bezogen sind, beginnen die sozialen Spannungen zwischen den Bewohnern sichtbar zu werden. Was als unbedeutender Streit um Kleinigkeiten wie die Nutzung der Schwimmbäder beginnt, eskaliert bald zu einer Gewaltorgie, in deren Verlauf sich die Einwohner in drei Schichten aufteilen: Die Bewohner der unteren Stockwerke werden zur Unterschicht, die der mittleren zur Mittelschicht und die Bewohner der luxuriösen Penthäuser werden zur Oberschicht.
Bald kämpfen die verfeindeten Stockwerke hartnäckig um die Nutzungsrechte der Schwimmbecken und der Aufzüge, machen aber auch vor Vandalismus keinen Halt. In kürzester Zeit geben die Bewohner alle sozialen Normen auf und verfallen in eine Art von Stammesgesellschaft, in der ein brutaler Kampf aller gegen alle herrscht. Obwohl dies für viele zu Hunger, Tod und Verwüstung ihrer Wohnungen führt, wird zu keinem Zeitpunkt versucht, Hilfe von außen zu holen. Tatsächlich gehen viele der Hochhausbewohner nach wie vor ihrer Arbeit außerhalb des Hochhauses nach, bis man sich schließlich endgültig abschottet, obwohl es fast keine Nahrungsmittel mehr gibt. Selbst nachdem ein Teil der Bewohner verhungert ist oder getötet wurde, scheinen alle Figuren des Romans glücklich mit der totalen Anarchie zu sein, da sie ihnen die Möglichkeit gibt, aus allen gesellschaftlichen Zwängen auszubrechen und ihren Begierden freien Lauf zu lassen.
Am Ende beobachten die Überlebenden, wie in den umliegenden Hochhäusern die Stromversorgung zu versagen beginnt, was auf eine ähnliche Degeneration in der Nachbarschaft, oder gar der gesamten Gesellschaft hindeutet.

## Ausgaben
- Der Block. Dt. von Walter Brumm, Heyne, München 1982, ISBN 3-453-30785-2.
- Hochhaus. Dt. von Michael Koseler, Suhrkamp, Frankfurt am Main 1992, ISBN 3-518-38059-1.
- High-Rise. Dt. von Michael Koseler, Diaphanes, Zürich 2016, ISBN 978-3-03734-940-3.

## Film
Ben Wheatley verfilmte den Roman unter dem Titel High-Rise. Die Hauptrollen spielten Tom Hiddleston, Jeremy Irons, Sienna Miller, Luke Evans und Elisabeth Moss. Der Film feierte am 13. September 2015 beim Toronto International Film Festival Premiere und kam am 30. Juni 2016 in die deutschen Kinos.

## Hörspiel
Unter der Regie von Paul Plamper produzierte der WDR 2006 eine dreiteilige Hörspielfassung des Romans. Die Handlung spielt 2013 in Berlin.